# Thyroptera devivoi
Thyroptera devivoi is een hechtschijfvleermuis uit de familie Thyropteridae.

## Kenmerken
De rugvacht is kaneelbruin. De buikharen zijn tweekleurig: de bovenste helft is grijsbruin of wit, de andere donkerbruin. De vacht is zacht en wollig. De vlieghuid is grijsbruin. De kop-romplengte bedraagt 38.4 tot 46.0 mm, de staartlengte 24.6 tot 29.0 mm, de oorlengte 8.95 tot 11.00 mm, de tibialengte 15.4 tot 18.0 mm en de voorarmlengte 35.7 tot 36.0 mm.

## Verspreiding
Deze soort komt voor in savanneachtige gebieden in Zuid-Amerika. Dit dier is gevonden in de Cerrado van Piauí en Tocantins en in de Rupununisavanne in het zuiden van Guyana. In zowel Piauí als Tocantins is slechts één exemplaar gevangen; uit de Rupununisavanne komen er twee. Deze exemplaren waren eerder incorrect geïdentificeerd als de Hondurashechtschijfvleermuis (T. discifera). De soort is genoemd naar Dr. Mario de Vivo, die veel heeft gedaan voor de studie van de Braziliaanse zoogdieren.